# Автомагістраль A2 (Португалія)
Автомагістраль А2 або Південна автомагістраль — португальська автомагістраль, яка з'єднує Лісабон з Падерне, з'єднуючи регіон Лісабонської агломерації з субрегіонами Алентежу Літораль і Байшо Алентежу, що належать до регіону Алентежу, і регіоном Алгарве, загальною протяжністю 240,8 км.
Це друга за довжиною португальська автомагістраль. Він встановлює зв'язок між Лісабоном і півднем країни, а саме регіоном Алгарве, який обслуговує Літоральний регіон Алентежу, Центральний Алентежу і Байшо-Алентежу. Це пом'якшило погану доступність цих регіонів до решти країни (що дозволило здійснити сполучення між Лісабоном та Алгарве трохи більше ніж за 2 години) і в кінцевому підсумку склало структуруючу вісь для самого регіону, широко використовувану більшістю водіїв, які подорожують з півночі та центру на крайній південь країни.
Однак не можна ігнорувати його важливість на рівні столичного регіону Лісабона через те, що ним щодня користуються десятки тисяч транспортних засобів, що рухаються з Південного берега Тежу до столиці.
На своєму початку вона перетинає велику міську зону, що складається з муніципалітетів Алмада, Сейшал і Пальмела, яка доходить до розв'язки Маратека, де автомагістраль з'єднується з A6 в напрямку Евори та Іспанії та з A12 у напрямку Монтіхо та східним в'їздом до Лісабона, через міст Васко да Гама. З цього моменту він входить в основному сільську місцевість. Проїхавши через муніципалітети Алькасер-ду-Сал, Грандола, Алжустрель, Кастро-Верде, Оуріке та Альмодовар, ви прибуваєте до муніципалітету Албуфейра, де автомагістраль з'єднується з автомагістраллю A22.
Завершення будівництва цієї автомагістралі відбулося в 2002 році, через 36 років після урочистого відкриття мосту 25 де Абріль (тоді називався мостом Салазар).
Він поступається Брісі в концесію на платній основі, і є лише одна ділянка, звільнена від цього платежу, між Алмадою та Фогетейро. Подорож між Лісабоном та Via do Infante коштує 20,45 євро за автомобіль класу 1 (ціна перетину мосту 25 de Abril, концесійного Lusoponte, не включена).